# Nikolaï Kononov
Pour les articles homonymes, voir Kononov.
Nikolaï Kononov (en russe : Николай Михайлович Кононов) (nom actuel Tatarenko) né le 14 avril 1958, à Saratov en Russie est un poète et prosateur russe, critique d'art et éditeur. Il vit aujourd'hui à Saint-Pétersbourg.

## Biographie
Kononov est né à Saratov dans une famille de militaires. Son père est officier en Allemagne de l'Est et il fait un long séjour dans ce pays avec sa famille. Puis il s'inscrit et achève ses études à l'institut de physique de l'université d'État N. Tchernychevski (1980), et poursuit ensuite ses études universitaires à Léningrad en entrant à la faculté de philosophie de l'Université de Léningrad. Il n'a toutefois pas présenté sa thèse. Il travaille ensuite comme professeur de mathématique dans une école secondaire. Pendant quelque temps il rencontre le poète Alexandre Kouchner. Lui-même débute en poésie en 1981. Au début des années 1980, il est membre du métagroupe de poètes de Saratov Kokon (V. Bokoukhov, Svetlana Kekova, Sergueï Nadeev, А. Ptchelintsev ),. 
En 1992—1993 il est rédacteur en chef de la section de Leningrad de la maison d'édition Écrivain soviétique. L'un des fondateurs (ensemble avec l'écrivain Alexandre Pokrovski) et le rédacteur en chef de la maison d'édition pétersbourgeoise INAPRESS (1993), spécialisés dans l'édition de littérature intellectuelle, ont publié les poètes Elena Schwarz, Aleksandr Mironov, Boris Bojnev et Sophia Parnok, ainsi que Moï vremennik de Boris Eichenbaum, les mémoires d' Emma Gerschtein , Boris Kousine, les amis Ossip Mandelstam et Nadejda Mandelstam.
Kononon a reçu le prix Apollon Grigoriev pour son roman Les Funérailles d'une sauterelle (2000), le Prix Andreï Biély pour ses poèmes regroupés dans Pilote (2009), le prix Iouria Kazakova pour son roman Amestisty (2011). Il a remporté le deuxième prix lors du concours de littérature en ligne Oulov (2000, avec son récit L'Incarnation de Léonid). Il est nommé au prix André Biely (en 2000, pour un recueil de poèmes de 1998—1999 ; en 2004, pour le roman Nejny théâtre), au Prix Booker russe (2001, pour Les Funérailles d'une sauterelle), au prix Iouria Kazakova (2001, pour le récit Mikecha), au prix NOC (2011, pour le roman Le Flâneur).
En décembre 2013 il signe un appel collectif pour soutenir l'Euromaïdan en Ukraine.

## Ouvrages
- Nikolaï Kononov, Le Noisetier [« Орешник »] (Poèmes), Léningrad,‎ 1987, 382 p..
- Nikolaï Kononov, Le Petit nageur [« Маленький пловец »] (Livre de poèmes), Leningrad,‎ 1989.
- Nikolaï Kononov, Le Nageur [« Пловец »] (Poèmes), Saint-Pétersbourg,‎ 1992, 128 p..
- Nikolaï Kononov, Le Murmure [« Лепет »] (Poèmes), Saint-Pétersbourg, Fond Pouchkine,‎ 1995, 56 p..
- Nikolaï Kononov, Le Serpent (Poèmes), 1998, 72 p..
- Nikolaï Kononov, Les Funérailles d'une sauterelle (Roman en 37 épisodes avec prologue et épilogue), 2000, 286 pages.
- Nikolaï Kononov (préf. Viatcheslav Kourynine), Parole [« Пароль »] (Recueil d'hiver), Moscou,‎ 2001, 112 p..
- Nikolaï Kononov, Le bestiaire magique (Prose), Moscou, édition Bagrious/[Вагриус],‎ 2002, 304 p..
- Nikolaï Kononov et Mikhaïl Zolotonossov, Le livre des protocoles, Saint-Pétersbourg, édition MODERN, 2002, 208 p..
- Nikolaï Kononov, Nejny théâtre (roman), Moscou, Bagrious, 2004, 384 p..
- Nikolaï Kononov, Les champs (poèmes), Saint-Pétersbourg, INAPRESS, 2005, 80 p..
- Nikolaï Kononov, Critique de la couleur, Saint-Pétersbourg, Nouveau Mir Iskousstvo, 2007, 320 pages.
- Nikolaï Kononov, Alphabet visuel (Dessin, lithographie, peinture: Album), Saint-Pétersbourg, INAPRESS, 2008. — 159 pages. — tirage. 750 ex.
- Nikolaï Kononov, Pilote (Poèmes), Moscou, ARGO-RISKC, 2009, 112 pagesProjet de livre de la revue Bozdoukh.
- Nikolaï Kononov, 80 (Livre de poésie de 1980 à 1991), Saint-Pétersbourg, INAPRESS, 2011, 472 p.Commentaires de Zolotonossov et de Konokov.
- Nikolaï Kononov, Le Flaneur (Roman), Moscou, Galeev-Galereia, 2011, 424 pages.
- Nikolaï Kononov, Saratov (Récits), Moscou, Galeev-Galereia, 2012, 568 pages.
- Nikolaï Kononov, Parade (Roman), Moscou, Galeev-Galereia, 2015, 368 pages.

### Ouvrage en français
- douze écrivains russes, L'incarnation de Léonid, Paris, Actes Sud, 2004, 145 à 160, L'incarnation de Léonid.
- Les Funérailles d'une sauterelle  (trad. Hélène Henri), édition Cherche-Midi, 2003.
- La révolte  (trad. Maud Mabillard), Editions Noir sur Blanc, 2023 (ISBN 978-2-88250-830-0).